# 前田大輔 (トロンボーン奏者)
前田 大輔（まえだ だいすけ、1972年8月22日 - ）は、クラシック音楽を中心に活動する作曲家、編曲家、トロンボーン奏者。

## 人物
京都府長岡京市出身。
中学時代より音楽に興味を持ち、吹奏楽部に入部しトロンボーンを担当する。また独学で作曲と編曲を始める。楽譜の読み方から独学で音楽の勉強を始め、京都外大西高等学校に進学。
相愛大学音楽学部器楽科卒業。戸上靖彦に師事する。
オルケスタ・デ・ラ・ルスのメンバー。
行きつけの美容院は大阪府三島郡島本町にあるParagon hairである。

## 主な作品

### 吹奏楽編曲
- ひまわりの約束 （作曲：はたもとひろ/歌：はたもとひろ）
- 糸
- トゥモロー

など。楽譜はウィンズスコアから出版されている。